# 2MASS J01415823-4633574
2MASS J01415823-4633574 ist ein Brauner Zwerg im Sternbild Phönix. Er wurde 2006 von J. Davy Kirkpatrick et al. entdeckt. Er gehört der Spektralklasse L0 an.